# Santa Maria de Palautordera
Santa Maria de Palautordera – gmina w Hiszpanii, w prowincji Barcelona, w Katalonii, o powierzchni 16,98 km². W 2011 roku gmina liczyła 9196 mieszkańców.